# Udomporn Polsak
Udomporn Polsak, Thai อุดมพร พลศักดิ์, (Nakhon Ratchasima, 6 oktober 1981) is een Thaise gewichthefster.
Tijdens de wereldkampioenschappen gewichtheffen in 2003 in Vancouver, Canada, won ze twee gouden medailles in de gewichtsklasse tot 53 kilogram. Bij het trekken trok ze 100 kilogram en totaal scoorde ze 222,5 kilogram. Bij het stoten behaalde ze zilver met 122,5 kilogram.

## Olympisch succes
Tijdens de Olympische Spelen van 2004 in Athene was zij de eerste Thaise vrouw in de geschiedenis die olympisch goud won. Ze won olympisch goud in de gewichtsklasse tot 53 kilogram met een totaal score van 222,5 kilogram (trekken 95,0/stoten 122,5).

## Na het olympisch succes
In Thailand werd enthousiast gereageerd op haar succes. Ze kreeg grote geldbedragen toegezegd door zowel regeringsleden als privé. Ook heeft legergeneraal Chayasit Shinawatra besloten om de droomwens van Udomporn te vervullen, namelijk een carrière in het leger. Haar vader verklaarde dat het succes mede te danken was aan de geest van Thao Suranaree. Hij was naar haar standbeeld gegaan en had beloofd dat hij voor negen dagen monnik zou worden in haar tempel. Hij verklaarde deze belofte te zullen houden.
Haar succes had ook een schaduwzijde. Bij feestelijkheden in haar geboorteplaats, Nakorn Ratchasima, kwam een familielid om het leven. Ook nam de Thaise viceminister-president Suwat Liptapanlop haar medaille af om mee naar Bangkok te nemen. De eerste reden die hij opgaf was dat minister-president Thaksin Shinawatra de medaille wilde zien. Na veel kritiek veranderde hij zijn eerste verklaring en vertelde hij dat hij een replica van de medaille wilde maken van puur goud ter waarde van 300.000 baht om aan Udomporn te geven. De Thaise olympische ploeg en ook Udomporn hebben hier met verbijstering op gereageerd.
2000: Yang Xia ·
2004: Udomporn Polsak ·
2008: Prapawadee Jaroenrattanatarakoon ·
2012: Hsu Shu-ching ·
2016: Hsu Shu-ching ·
2020: Hidilyn Diaz